# Eduard Wiegand (Germanist)
Eduard Günter Wiegand (* 24. August 1893 in Detmold; † 21. April 1979 ebenda) war ein deutscher Bibliothekar und Archivar.

## Leben
Eduard G. Wiegand war der Sohn des Rechnungsrates Eduard Wiegand und dessen Frau Sophie, geb. Lehbrink. Sein Vater war Mitglied des antisemitischen „Deutsch-Socialen Reform-Vereins“.
Wiegand besuchte bis 1912 das Gymnasium in Detmold und nahm im Anschluss ein Studium der deutschen Literatur, Geschichte und Philosophie in Münster auf. In den Jahren 1913/14 verbrachte er zwei Semester in München. Bei Ausbruch des Ersten Weltkriegs meldete Wiegand sich als Kriegsfreiwilliger und kämpfte an den Fronten in Frankreich und Russland. Er wurde 1916 zum Leutnant befördert. Nach seiner Entlassung aus dem Militär im Dezember 1918 setzte er im Januar des Folgejahres sein Studium fort. Während seiner Zeit in Münster trat er 1919 der Deutschnationalen Volkspartei (DNVP), dem Deutschvölkischen Schutz- und Trutzbund und weiteren antisemitischen und nationalsozialistischen Organisationen bei. Er war im September 1922 Gründungsmitglied der Münsteraner NSDAP und gehörte dieser bis zu ihrem vorläufigen Verbot 1923 an. Nach der Neugründung war er ab dem 10. März 1925 erneut Mitglied.
Von April 1926 bis September 1929 hielt sich Wiegand in Detmold auf und warb hier für die NSDAP. Bereits 1930 war er in Münster Bezirkskulturwart, ab 1932 Gaukulturwart für Westfalen-Nord und 1933 Stadtrat und Kulturdezernent von Münster. Er promovierte 1933 an der Westfälischen Wilhelms-Universität mit der Dissertation „Die Weltanschauung des reifen Raabe“ zum Doktor der Philosophie. Am 3. Juni 1933 heiratete Wiegand Maria Winkel (1894–1972), die wie er überzeugte Nationalsozialistin war. Aus der Ehe gingen keine Kinder hervor.
Im selben Jahr kehrte Wiegand nach Detmold zurück. Hier bewarb er sich am 12. Juni 1933 als Archivrat und Leiter der Lippischen Landesbibliothek. Dank seiner Parteiarbeit wurde er bereits zum 1. Juli eingestellt und am 3. Juli von Staatsminister Riecke als Nachfolger von Hans Kiewning mit der Leitung des Lippischen Landesarchivs und der Landesbibliothek betraut. Diese Positionen behielt er bis zum Sturz der Nationalsozialisten inne. Vom 1. Juli 1933 bis zum 1. April 1934 war er zudem Leiter des Lippischen Landesmuseums.
Wiegand war aufgrund seiner Position unter anderem von 1933 bis 1938 Mitglied des Naturwissenschaftlichen Vereins für das Land Lippe und von 1934 bis 1945 ordentliches Mitglied der Historischen Kommission für Westfalen.
Die Notwendigkeit des Ariernachweises machte das Landesarchiv ab 1933 zu einem Ort der Sippenforschung. Die in den Folgejahren stetig zunehmende Recherchetätigkeiten machten sowohl einen personellen als auch einen räumlichen Ausbau des Archivs notwendig.
In der Landesbibliothek baute Wiegand ein Archiv mit Material zur politischen Zeitgeschichte seit Ende des Ersten Weltkrieges auf und bediente sich dabei Archivalien aus privaten und polizeilichen Beständen. In seine Amtszeit fällt aber auch der Erwerb und der Ausbau der durch Alfred Bergmann betreuten Grabbe-Sammlung.
Durch die Militärregierung wurde Wiegand am 27. April 1945 aus dem Dienst entlassen, am 28. Mai verhaftet und bis zum 14. Oktober 1947 im Lager Staumühle interniert. Spätere Klagen über Wiedereinstellung in den Staatsdienst und zur Auszahlung seiner Versorgungsbezüge scheiterten. Seinen Lebensunterhalt bestritt er als Nachhilfelehrer und verfasste auch eine lateinische Grammatik. Er starb am 21. April 1979 in Detmold.